# Rédoine Faïd

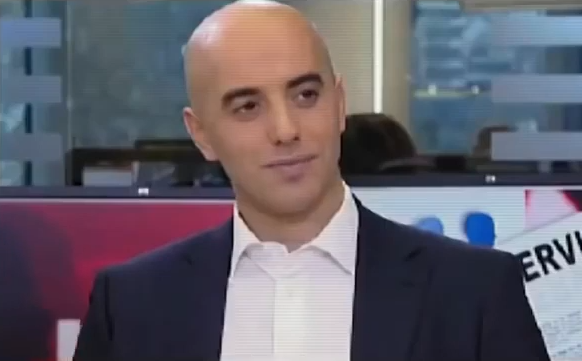
Faïd in einer französischen Talkshow (2010)

Rédoine Faïd [ʁe.dwan fa.id] (* 10. Mai 1972 in Creil, Frankreich) ist ein französischer Krimineller und Serienausbrecher, der 2013 als meistgesuchter Verbrecher Frankreichs galt.

## Leben
Faïd wurde in Creil als Sohn algerischer Einwanderer geboren. Er habe schon mit sechs Jahren angefangen, in Supermärkten im größeren Stil zu stehlen, mit 18 überfiel er die erste Bank und dann zunehmend Geldtransporter. In den 1990er Jahren leitete Faïd zusammen mit Jean-Claude Bisel eine kriminelle Bande, die für bewaffnete Raubüberfälle, Juwelendiebstähle und Erpressungen im Großraum Paris verantwortlich war. 1997 wurden sieben der acht Angeklagten wegen dieser Vergehen vor Gericht gestellt (der achte war nach Algerien geflohen). Faïd war drei Jahre lang auf der Flucht in der Schweiz und Palästina, bevor er 1998 verhaftet wurde. In seiner Autobiografie behauptete er, sich in Israel als orthodoxer Jude verkleidet und Hebräisch gelernt zu haben. Außerdem sei er von einem israelischen Soldaten im Umgang mit Schusswaffen ausgebildet worden. Er wurde zu 30 Jahren Haft verurteilt, jedoch nach zehn Jahren auf Bewährung entlassen.

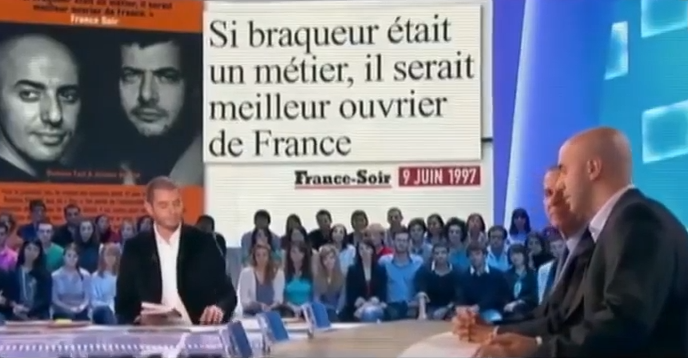
Faïd in einer französischen Talkshow, nach der Veröffentlichung seines Buches (2010)

2009 veröffentlichte er ein Buch, Braqueur - Des cités au grand banditisme (Räuber – Von den Vorstädten zum organisierten Verbrechen), in dem er über sein kriminelles Leben in den Pariser Banlieues schrieb und behauptete, der Kriminalität abgeschworen zu haben. Dennoch wurde er verdächtigt, der Drahtzieher eines bewaffneten Raubüberfalls zu sein, bei dem 2010 eine Polizistin getötet wurde. 2011 wurde er erneut festgenommen, weil er gegen seine Bewährungsauflagen verstoßen hatte, und zu acht Jahren Haft verurteilt. Faïd brach 2013 und 2018 aus dem Gefängnis aus, für den ersten Ausbruch wird er zu weiteren 10 und für den zweiten Ausbruch zu zusätzlichen 14 Jahren Haft verurteilt. Zusammen mit den vorherigen Haftstrafen für Raubüberfälle von 25 Jahren und 28 Jahren ergibt sich eine mögliche Haftstrafe  bis 2060.

## Gefängnisausbrüche

### 2013
Am Morgen des 13. April 2013 brach Faïd aus dem Gefängnis von Sequedin aus, indem er mit Sprengstoff fünf Gefängnistüren sprengte, vier Gefängniswärter als Geiseln nahm und ein Fluchtauto nutzte, das von dem ehemaligen Spezialkräfte-Offizier Sabri Trad gefahren wurde. Er ließ das Auto in Lille in Brand setzen und flüchtete mit einem anderen Fahrzeug. Noch am selben Tag wurde ein europaweiter Haftbefehl erlassen. Faïd wurde am 29. Mai 2013 in einem B&B-Hotel in Pontault-Combault (Seine-et-Marne) verhaftet. Laut Interpol versuchte er, gefälschte Dokumente zu beschaffen, um nach Israel zu gelangen.

### 2018
Am 1. Juli 2018 gegen 11:30 Uhr brach Faïd erneut aus dem Gefängnis in Réau aus, unterstützt von drei bewaffneten Komplizen und einem Hubschrauber. Der Hubschrauber war zuvor von Kriminellen entführt worden, die sich als Flugschüler ausgaben. Der Fluglehrer wurde mit vorgehaltener Waffe gezwungen, bei der Flucht zu helfen. Der Hubschrauber wurde später in der Nähe des Flughafens Charles de Gaulle gefunden. Faïd und seine Komplizen flüchteten vermutlich mit einem Auto, während der Fluglehrer unverletzt freigelassen wurde. Die Polizei leitete eine landesweite Fahndung ein und zog auch die Möglichkeit in Betracht, dass Faïd ins Ausland geflohen sein könnte.
Drei Wochen nach dem Ausbruch entkam Faïd nur knapp einer Verhaftung, nachdem er nahe Paris von der Polizei entdeckt wurde. Am 24. Juli 2018 identifizierte die Polizei Faïd als einen der beiden Insassen eines Autos, das eine Tankstelle beobachtete. Die Verdächtigen flohen in Richtung Sarcelles und entkamen erneut. Das Auto wurde später auf einem Parkplatz mit Plastiksprengstoff zurückgelassen.

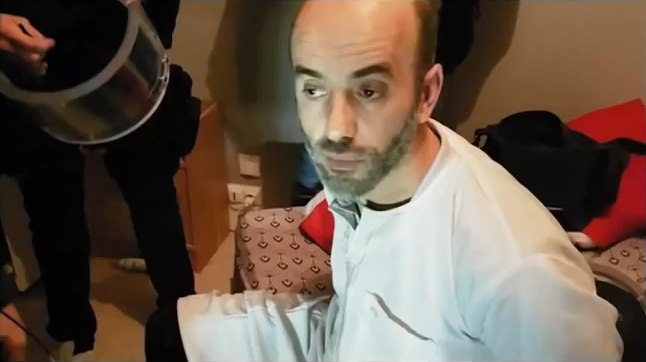
Verhaftung Faïds am 3. Oktober 2018, morgens um 4:20 Uhr

Faïd nutzte eine Burka, um sich in der Öffentlichkeit zu bewegen, bevor er schließlich am 3. Oktober 2018 in Creil erneut festgenommen wurde. Bei der Polizeioperation wurden auch sein Bruder und zwei weitere Männer verhaftet sowie Waffen beschlagnahmt.

## Medieneinfluss
Faïd ließ sich von amerikanischen Gangsterfilmen wie Scarface, Reservoir Dogs und Heat inspirieren. Berichten zufolge sagte er Michael Mann, dem Regisseur von Heat: „Sie waren mein technischer Berater“. Faïd wurde mit dem französischen Bankräuber und Serienausbrecher Jacques Mesrine (1936–1979) verglichen, den er als eines seiner Vorbilder bezeichnet hat.